# Sierra de Malagón (bergskedja)
Sierra de Malagón är en bergskedja i Spanien.   Den ligger i provinsen Provincia de Ávila och regionen Kastilien och Leon, i den centrala delen av landet, 60 km väster om huvudstaden Madrid.
Sierra de Malagón sträcker sig 23,6 km i öst-västlig riktning. Den högsta toppen är Cueva Valiente, 1 859 meter över havet.
Topografiskt ingår följande toppar i Sierra de Malagón:
- Cabeza Lijar
- Cabeza Renale
- Cañada de la Cumbre
- Cueva Valiente